# Майкл Дель Дзотто
Майкл Дель Дзотто (англ. Michael Del Zotto, нар. 24 червня 1990, Вайтчерч-Стофвілл) — канадський хокеїст, захисник клубу НХЛ «Ванкувер Канакс». Гравець збірної команди Канади.

## Ігрова кар'єра
Хокейну кар'єру розпочав 2005 року виступами в складі клубу «Маркем Вакерс» (ОПЮХЛ). Згодом чотири сезони виступав в ОХЛ, де спочатку захищав три роки кольори клубу «Ошава Дженералс» та ще один рік відіграв за «Лондон Найтс».
2008 року був обраний на драфті НХЛ під 20-м загальним номером командою «Нью-Йорк Рейнджерс». 26 травня 2009, Майкл уклав контракт з «рейнджерами». 2 жовтня дебютував у матчі проти «Піттсбург Пінгвінс» і став наймолодшим захисником в історії «Рейнджерс». Загалом у сезоні 2009/10 Майкл провів у середньому в кожному матчі 20-25 хвилин на майданчику. За підсумками сезону потрапив до молодіжної команди всіх зірок НХЛ.
Наступний сезон став не так продуктивним, як попередній. Зрештою Дель Дзотто завершив сезон у фарм-клубі «Коннектикут Вейл» (АХЛ).
У сезоні 2011/12 Майкл повернув місце в основі відігравши 77 матчів у регулярному чемпіонаті та 20 матчів в плей-оф Кубка Стенлі.
Під час локауту 2012/13 виступав за швейцарський «Рапперсвіль-Йона Лейкерс», після завершення локауту повернувся до складу «Рейнджерс». 13 січня 2013, Майкл та клуб уклали новий дворічний контракт.
22 січня 2014, Дель Дзотто обміняли на Кевіна Клейна з «Нашвілл Предаторс». Після завершення сезону Майкл не став продовжувати контракт і отримав статус вільного агента.
5 серпня 2014, Дель Дзотто підписав однорічний контракт на суму $1,3 мільйона доларів з «Філадельфія Флаєрс». Після завершення сезону 2014/15 Майкл став обмежено вільним агентом, клуб зробив йому нову пропозицію укласти контракт на своїх умовах, зрештою через арбітраж обидві сторони домовились підписати дворічний контракт на суму $7,75 мільйонів доларів.
1 липня 2017, Дель Дзотто підписав дворічний контракт з «Ванкувер Канакс» на суму $6 мільйонів доларів.

## Збірна
У складі національної збірної Канади учасник чемпіонату світу 2010 року.

## Нагороди та досягнення
- Молодіжна команда всіх зірок НХЛ — 2010.

## Статистика

### Клубні виступи
| Сезон        | Клуб                       | Ліга         | Регулярний сезон | Регулярний сезон | Регулярний сезон | Регулярний сезон | Регулярний сезон | Плей-оф | Плей-оф | Плей-оф | Плей-оф | Плей-оф |
| Сезон        | Клуб                       | Ліга         | І                | Г                | П                | О                | ШХ               | І       | Г       | П       | О       | ШХ      |
| ------------ | -------------------------- | ------------ | ---------------- | ---------------- | ---------------- | ---------------- | ---------------- | ------- | ------- | ------- | ------- | ------- |
| 2005–06      | «Маркем Вакерс»            | ОПЮХЛ        | 73               | 30               | 90               | 120              | 90               | —       | —       | —       | —       | —       |
| 2006−07      | «Ошава Дженералс»          | ОХЛ          | 64               | 10               | 47               | 57               | 78               | 9       | 3       | 9       | 12      | 14      |
| 2007−08      | «Ошава Дженералс»          | ОХЛ          | 64               | 16               | 47               | 63               | 82               | 15      | 2       | 6       | 8       | 38      |
| 2008−09      | «Ошава Дженералс»          | ОХЛ          | 34               | 7                | 26               | 33               | 48               | —       | —       | —       | —       | —       |
| 2008−09      | «Лондон Найтс»             | ОХЛ          | 28               | 6                | 24               | 30               | 30               | 14      | 3       | 16      | 19      | 18      |
| 2009−10      | «Нью-Йорк Рейнджерс»       | НХЛ          | 80               | 9                | 28               | 37               | 32               | —       | —       | —       | —       | —       |
| 2010−11      | «Нью-Йорк Рейнджерс»       | НХЛ          | 47               | 2                | 9                | 11               | 20               | —       | —       | —       | —       | —       |
| 2010−11      | «Коннектикут Вейл»         | АХЛ          | 11               | 0                | 7                | 7                | 8                | —       | —       | —       | —       | —       |
| 2011−12      | «Нью-Йорк Рейнджерс»       | НХЛ          | 77               | 10               | 31               | 41               | 36               | 20      | 2       | 8       | 10      | 12      |
| 2012−13      | «Рапперсвіль-Йона Лейкерс» | НЛА          | 9                | 2                | 5                | 7                | 10               | —       | —       | —       | —       | —       |
| 2012−13      | «Нью-Йорк Рейнджерс»       | НХЛ          | 46               | 3                | 18               | 21               | 18               | 12      | 1       | 1       | 2       | 8       |
| 2013−14      | «Нью-Йорк Рейнджерс»       | НХЛ          | 42               | 2                | 9                | 11               | 10               | —       | —       | —       | —       | —       |
| 2013−14      | «Нашвілл Предаторс»        | НХЛ          | 25               | 1                | 4                | 5                | 8                | —       | —       | —       | —       | —       |
| 2014−15      | «Філадельфія Флаєрс»       | НХЛ          | 64               | 10               | 22               | 32               | 34               | —       | —       | —       | —       | —       |
| 2015−16      | «Філадельфія Флаєрс»       | НХЛ          | 52               | 4                | 9                | 13               | 16               | —       | —       | —       | —       | —       |
| 2016−17      | «Філадельфія Флаєрс»       | НХЛ          | 51               | 6                | 12               | 18               | 28               | —       | —       | —       | —       | —       |
| Усього в НХЛ | Усього в НХЛ               | Усього в НХЛ | 484              | 47               | 142              | 189              | 202              | 32      | 3       | 9       | 12      | 20      |

### Збірна
| Рік                | Команда            | Турнір             | Місце              | І | Г | П | О | ШХ |
| ------------------ | ------------------ | ------------------ | ------------------ | - | - | - | - | -- |
| 2010               | Канада             | ЧС                 | 7-е                | 5 | 0 | 0 | 0 | 0  |
| Національна збірна | Національна збірна | Національна збірна | Національна збірна | 5 | 0 | 0 | 0 | 0  |